# OCLC
OCLC (engleză Online Computer Library Center, Inc.) (română Centru Bibliografic Online) este un serviciu de bibliotecă pe computer, o organizație non-profit dedicată scopurilor publice de a promova accesul la informațiile din lume și de a reduce rata de creștere a costurilor de bibliotecă.

## Vezi și
- VIAF

1. ↑  OpenCorporates, accesat în 5 septembrie 2021
2. ↑   https://www.bloomberg.com/profile/company/7545500Z:US, accesat în 5 septembrie 2021 Lipsește sau este vid: |title= (ajutor)
3. ↑  Thomson Reuters Open Perm ID, accesat în 5 septembrie 2021
4. ↑  Crunchbase, accesat în 5 septembrie 2021